# Macromantis ovalifolia
Macromantis ovalifolia – gatunek modliszki z rodziny Photinaidae i podrodziny Macromantinae.

## Taksonomia
Gatunek ten opisany został po raz pierwszy w 1813 roku przez Caspara Stolla pod nazwą Mantis ovalifolia. W 1838 roku umieszczony został przez Hermanna Burmeistera w podrodzaju Mantis (Cardioptera). W 1870 roku Henri L.F. de Saussure wyniósł ów podrodzaj do rangi osobnego rodzaju, a w 1871 roku wyodrębnił zeń dwa gatunki, w tym omawiany, do nowego rodzaju Macromantis. M. ovalifolia wyznaczony został jego gatunkiem typowym.

## Morfologia
Modliszka dużych rozmiarów, należąca do największych na świecie. Samica osiąga od 92 do 98 mm , a samiec około 90 mm długości ciała. 
Zwartej budowy głowa ma płaską i gładką, prawie dwukrotnie szerszą niż wyższą twarz o wypukłej u samicy i nieco kanciastej u samca krawędzi górnej, lekko wypukłe ciemię oraz nieznacznie, u samca silniej niż u samicy wyłupiaste oczy złożone. Przyoczka samca mają duże rozmiary.
Przedtułów osiąga od 35 do 41 mm długości i jest dłuższy niż szerszy, u samca smuklejszy niż u samicy, u samicy mocniej niż u samca grzbietobrzusznie spłaszczony, od nasady ku przedniej ⅓ nieznacznie zwężony, a dalej poziomo, prawie sześciokątnie rozszerzony. Krawędzie boczne są równoległe, zakończone rozwartymi kątami, za którymi zaczynają się ukośne, zbieżne ku przodowi krawędzie przednio-boczne. Listewki brzeżne w części rozszerzonej są lekko piłkowane. Skrzydła przedniej pary (tegminy) u samicy osiągają nieco ponad 40 mm dochodząc do piątego lub szóstego segmentu odwłoka, natomiast u samca są w pełni wykształcone i osiągają około 80 mm. U samicy tegmina jest nieprzejrzyście zielona i ma kształt niesymetrycznego, jajowatego ze spiczastym wierzchołkiem, znaczniej bardziej wypukłego na przedniej niż na tylnej krawędzi liścia. Pole marginalne jest u niej podługowato-półelpityczne i znacznie szersze od reszty tegminy, zajęte licznymi, wydatnymi żyłkami podłużnymi. Silnie wydłużona, liniowata pterostygma ma nieprzejrzystą, zieloną lub białą barwę. U samca tegmina jest przezroczysta, w polu marginalnym (z wyjątkiem jego przezroczystej nasady) półprzejrzyście zielona, nieco zazieleniona także za tylnymi krawędziami głównych żyłek. Skrzydła tylnej pary u samca są jednolicie przezroczyste, u samicy nieco na końcach zazielenione. Chwytne odnóża przedniej pary są spłaszczone.
Odwłok jest rombowaty, u samicy szeroki, u samca bardzo silnie wydłużony. Płytka nadodbytowa jest dłuższa niż szersza, wąsko-języczkowata. Długie przysadki odwłokowe samca zbudowane są z czternastu członów, od drugiego do ostatniego coraz dłuższych.

## Rozprzestrzenienie
Owad neotropikalny, występujący w północno-wschodniej części Ameryki Południowej.